# Июнь 2009 года

Список событий июня 2009 года.

## События
- 1 июня
  - Прошла инаугурация нового президента Сальвадора Маурисио Фунеса, сразу после этого было подписано соглашение о восстановлении дипломатических отношений между Сальвадором и Кубой, прекращённых 50 лет назад[1].
  - ФИФА определила города-хозяева чемпионата мира по футболу 2014: Рио-де-Жанейро, Бразилиа, Куяба, Белу-Оризонти, Куритиба, Форталеза, Манаус, Натал, Порту-Алегри, Ресифи, Салвадор, Сан-Паулу[2].
  - Американский автопроизводитель General Motors подал заявление о банкротстве. Ценные бумаги General Motors вернутся на фондовую биржу не раньше 2010 года[3].
  - Лайнер Airbus A330 авиакомпании «Air France» с 216 пассажирами и 12 членами экипажа на борту исчез с радаров у побережья Бразилии[4].
  - Разработано лекарство (PLX-4032), замедляющее рост раковых клеток (в частности, меланомы)[5].
  - Автоконцерн Opel продал России 1/3 своих акций[6].
- 2 июня
  - Японская компания Nissan Motor открыла в Санкт-Петербурге завод по производству легковых автомобилей[7].
  - Главная оппозиционная партия Гренландии «Братство инуитов» победила на прошедших в стране досрочных парламентских выборах[8].
  - Госдепартамент США не счёл прошедшие в Южной Осетии парламентские выборы законными и не признал их итоги[9].
  - Двадцать пять человек пострадали в результате нескольких взрывов, которые произошли в Мелитополе Запорожской области Украины[10].
  - Объявлена официальная дата релиза новой операционной системы компании Microsoft — Windows 7. Выпуск запланирован на 22 октября[11].
- 3 июня
  - Экс-президент Мадагаскара Марк Раваломанан заочно осуждён на четыре года тюрьмы и должен будет выплатить $70 млн за злоупотребление служебными полномочиями[12].
  - General Motors официально сообщил о продаже своего бренда Hummer китайской корпорации «Сычуань Тинчжун»[13].
  - В провинции Лимпопо (ЮАР) в возрасте 134 лет скончалась Молоко Темо, вероятно самая старая жительница планеты[14].
  - Организация американских государств отменила резолюцию, согласно которой в 1962 году Куба была исключена из состава сообщества[15].
  - Мейра Кумар была избрана новым спикером народной палаты парламента Индии 15-го созыва, и стала первой в истории страны женщиной, занявшей этот пост[16].
  - Американский робот-субмарина «Нерей» достиг дна Бездны Челленджера — самой глубокой части Марианской впадины[17].
  - Названы победители первого Киевского международного кинофестиваля, инициированного народным артистом Украины Богданом Ступкой[18].
- 4 июня
  - На Центральный федеральный округ России обрушился ураган, что привело к сбоям в электроснабжении почти 250 населенных пунктов, пострадало не менее 45 человек. Подмосковный город Краснозаводск подвергся налёту смерча[19][20].
  - В Великобритании и Нидерландах начались выборы в Европарламент, которые пройдут в 27 странах[21].
  - Премьер-министр РФ Владимир Путин и губернатор Ленинградской области Валерий Сердюков прибыли в город Пикалёво, где в последние дни проходили массовые социальные волнения[22].
  - Барак Обама произнёс речь в каирском университете[23][24]. В ней он призвал к дружбе между Америкой и исламским миром[25].
  - В Санкт-Петербурге начался XIII Всемирный экономический форум, который длился до 6 июня 2009 года. На Форум приехали главные лица многих государств мира и наиболее крупные бизнесмены и экономисты.
- 5 июня
  - Продолжается Парламентский кризис в Великобритании: покинули свои посты ещё трое высокопоставленных чиновников: министр транспорта Джефф Хун, министр жилищного строительства Маргарет Беккетт, а также министр обороны Джон Хаттон[26].
  - Свыше 60 человек стали жертвами оползня неподалёку от китайского города Чунцин[27].
  - Член правительства Гвинеи-Бисау и кандидат на пост президента страны Бакиро Дабо был убит при попытке арестовать его по обвинению в подготовке государственного переворота[28].
  - В Новой Каледонии избран новый председатель правительства Филипп Гомес[29].
- 6 июня
  - В провинции Перу Амазонас прошли столкновения местных властей с аборигенами, в результате погибло более 50 человек. Введён комендантский час[30].
  - Прошли отборочные матчи чемпионата мира по футболу 2010 года[31].
  - В Сомали в результате стычек между правительственными войсками и исламистами погибло несколько десятков человек[32].
- 7 июня
  - Победителями Открытого чемпионата Франции по теннису 2009 года стали россиянка Светлана Кузнецова и швейцарец Роджер Федерер[33].
  - В Ливане начались всеобщие парламентские выборы[34].
  - Кинофестиваль «Кинотавр» стартовал в Сочи[35].
  - Завершаются четырёхдневные выборы в Европарламент[36]. Результаты будут объявлены поздно ночью.
  - В Люксембурге состоялись парламентские выборы[37].
- 8 июня
  - Бахрейн, Кувейт, Катар и Саудовская Аравия создали валютный союз[38].
  - Прошло очередное вручение Государственной премии Российской Федерации. В области науки и технологий награда присуждена астрофизикам Дмитрию Варшаловичу, Алексею Фридману и Анатолию Черепащуку[39].
  - Очередная кислотная атака в Гонконге, пострадали 23 человека[40].
  - В Испании от рака желудка скончался президент Габона Омар Бонго, наиболее долго правящий среди президентов мира[41][42].
  - При подсчёте индекса Доу Джонса акции компаний «General Motors» и «Ситигруп» заменены на «Cisco Systems» и «Travelers»[43].
  - Власти КНДР признали виновными американских журналисток Юну Ли и Лору Линг, задержанных на границе с Китаем, в «тяжком преступлении» против северокорейской нации и осудили их на 12 лет исправительных работ[44].
  - По заявлению российских силовиков, уничтожен лидер кавказских боевиков Доку Умаров[45].
- 9 июня
  - В Сиднее прошли выступления протеста индийских студентов недовольных участившимся нападениями на них местных жителей[46].
  - Шведская космическая корпорация осуществила в рамках международного сотрудничества запуск аэростата с шеститонным солнечным телескопом SUNRISE[47].
  - Самым лучшим аэропортом в мире (по рейтингу Skytrax) признан аэропорт города Инчхон[48].
- 10 июня
  - В городе Щучье Курганской области открылся завод по утилизации отравляющих веществ, Россия дала обязательства уничтожить шесть тысяч тонн химического оружия[49].
  - Преступник начал перестрелку в мемориальном музее холокоста в Вашингтоне, погибло два человека[50].
  - 15 человек погибли и по меньшей мере 60 получили ранения в результате мощнейшего взрыва в городе Пешавар на северо-западе Пакистана[51].
- 11 июня
  - Председатель сената Габона Роза Франсина Рогомбе приведена к присяге в качестве временно исполняющего обязанности президента страны[52].
  - Подтверждено открытие 112 элемента периодической таблицы Менделеева. После того как ему будет дано имя, элемент официально займёт место в таблице[53].
- 12 июня
  - В США, в связи с переходом на цифровое телевидение (телевидение высокой чёткости), отключается аналоговое вещание[54].
  - Глава крупнейшего блока суннитских партий — «Фронт иракского национального согласия» парламента Ирака Харит аль-Убайди убит в Багдаде[55].
  - В США принят закон, наделяющий контролирующие органы правом устанавливать нормы содержания никотина в сигаретах и ограничивающий рекламу табачных изделий[56].
- 13 июня
  - Китайские археологи приступили к новым раскопкам знаменитой «терракотовой армии»[57].
  - Власти КНДР в ответ на санкции в Совбеза ООН заявили, что собираются сделать бомбы из всего доступного оружейного плутония[58].
  - На прошедших 12 июня президентских выборах Ирана победил действующий президент Махмуд Ахмадинеджад[59].
- 14 июня
  - В ходе беспорядков в Иране вызванных сторонниками проигравшего на президентских выборах кандидата Мир-Хосейн Мусави арестованы более 100 человек[60].
  - Сорок человек погибли и ещё 30 ранены на юге Судана в результате нападения на конвой с гуманитарными грузами в рамках Всемирной продовольственной программы ООН находящийся под охраной Народной армии освобождения Судана[61].
  - Белорусская делегация отказалась от участия в саммите Организации Договора о коллективной безопасности из-за введённых Россией ограничений на поставки белорусской молочной продукции[62]. На саммите было подписано соглашение о создании Коллективных сил оперативного реагирования[63].
  - Израильский премьер-министр Биньямин Нетаньяху признал право палестинцев на создание независимого государства, потребовав взамен их полного разоружения[64].
- 15 июня
  - В Екатеринбурге начались два международных саммита: заседание Совета глав государств — членов Шанхайской организации сотрудничества, а также встреча лидеров БРИК[65].
  - Продолжаются массовые беспорядки в Иране, появились сообщения о первых жертвах[66].
  - Ученые оживили не известные ранее науке бактерии, найденные в толще гренландского льда. Их возраст составляет 120 000 лет[67].
  - Глубоководные аппараты «Мир-1» и «Мир-2» начали второй этап экспедиции по изучению Байкала[68].
- 16 июня
  - При обрушении шахты в Индонезии близ города Савахлунто погибло не менее 26 человек[69].
  - Истёк срок мандата миссии наблюдателей ООН на Южном Кавказе, в регионе Грузии и Абхазии[70].
  - Главный законодательный орган Ирана, Совет стражей конституции сообщил, что готов к пересчёту голосов, поданных в ходе президентских выборов[71].
- 17 июня
  - Сыграв вничью со сборной Саудовской Аравии, сборная КНДР впервые за 43 года пробилась на чемпионат мира по футболу[72].
  - В Могадишо жертвами столкновений армии Сомали с радикальными исламистами стали 9 человек, ещё около 30 ранены[73].
  - Более 100 румынских цыган укрылись в одной из церквей Белфаста после ряда расистских нападений со стороны жителей Северной Ирландии[74].
  - В Иране была резко ограничена работа иностранных журналистов, освещающих акции протеста в связи с итогами состоявшихся президентских выборов, в частности запрещены прямые репортажи с мест событий[75].
  - В Москве, на Садовнической набережной, произошло обрушение дома. Погибло трое[76][77].
- 18 июня
  - C мыса Канаверал в рамках новой лунной программы США был осуществлён пуск ракеты-носителя «Атлас-5» с лунными зондами Lunar Reconnaissance Orbiter и LCROSS на борту[78].
- 19 июня
  - Арестован техасский миллиардер Аллен Стэнфорд, обвиняющийся в мошенничестве в особо крупном размере[79].
  - ВВС России приостановили полёты бомбардировщиков Су-24 после двух аварий с самолётами этого типа за последние три дня[80].
  - Духовный лидер Ирана аятолла Али Хаменеи впервые после президентских выборов и последовавших за ними массовых акций протеста выступил с обращением к нации[81].
  - В честь 10-летия компьютерной игры Counter-Strike в Киеве проходит масштабное празднование[82].
- 20 июня
  - Жертвами мощного взрыва в окрестностях иракского города Киркук стали 72 человека, не менее 200 человек ранено[83].
  - В Афинах прошла торжественная церемония открытия музея Акрополя[84].
  - В ночь на 21 июня Владимир Кличко нанёс первое поражение Руслану Чагаеву, защитив титул чемпиона мира по боксу в сверхтяжёлом весе по версиям IBF, IBO и WBO[85]. «The Ring» наградил его званием чемпиона мира.
- 21 июня
  - Президент Чехии Вацлав Клаус раскритиковал предоставление Ирландии гарантий Евросоюза, назвав их изменением Лиссабонского соглашения[86].
  - В Сиднее открылась 35-я международная конференция ICANN, на которой обсуждались, в частности, вопросы расширения доменного пространства[87].
  - В Западной Бенгалии произошло несколько боестолкновений между сотрудниками индийской полиции и боевиками-маоистами[88].
  - Гренландия по итогам референдума получила статус расширенной автономии[89].
  - В Венесуэле был арестован один из боссов сицилийской мафиозной организации «Коза Ностра» Сальваторе Мичели[90].
- 22 июня
  - Под Чёрными холмами в Южной Дакоте официально начала работу Сэнфордская подземная лаборатория[91].
  - Президент Ингушетии Юнус-Бек Евкуров тяжело ранен в результате теракта, совершённого смертником[92].
  - Иранское военное подразделение Корпус стражей исламской революции пообещало силой пресекать все дальнейшие попытки сторонников оппозиции собраться на митинги протеста против результатов президентских выборов[93].
  - На Красной линии Вашингтонского метрополитена произошла самая серьёзная авария за время существования этого метро: столкнулись два поезда, что привело к гибели девяти человек, более 70 пассажиров получили ранения[94].
- 23 июня
  - Из Великобритании были высланы два сотрудника иранского посольства в ответ на высылку двух британских дипломатов из Тегерана[95].
  - Николя Саркози выступил за создание комиссии, которая введёт запрет на публичное ношение паранджи во Франции[96].
- 24 июня
  - Четыре года спустя после разрыва дипломатических отношений, США отправляет в Сирию посла[97].
  - Теракт в Багдаде (2009): от взрыва на одном из оживлённых рынков погибло 55 человек, ещё 116 получили ранения[98].
  - Духовный лидер Ирана, аятолла Али Хаменеи, заявил, что власти страны не уступят давлению манифестантов[99].
  - Компания «Морской старт», один из ведущих мировых поставщиков пусковых услуг, объявила о своём банкротстве[100].
  - В Пакистане в результате ракетного удара американского беспилотного летательного аппарата в Южном Вазиристане погибли по крайней мере 50 боевиков «Талибана»[101].
- 25 июня
  - Европейская организация ядерных исследований сообщила о завершении всех восстановительных работ на Большом адронном коллайдере. Запуск состоится не раньше октября 2009 года[102].
  - В Лос-Анджелесе умер «король поп-музыки» Майкл Джексон[103]; там же, в Лос-Анджелесе, ушла из жизни актриса Фара Фосетт (Farrah Fawcett)[104].
  - Верховный суд России отменил оправдательный приговор по делу об убийстве Политковской[105].
  - Совет Европейского союза одобрил так называемый «визовый код» — общие для стран — участниц Шенгенской зоны условия выдачи виз[106].
  - Политический кризис в Гондурасе: президент страны Мануэль Селайя уволил главу Генштаба и принял отставку министра обороны, однако верховный суд отменил решение президента[107].
  - Древнейшая флейта, возраст которой оценивается в 35 тысяч лет, была обнаружена в пещере Холе-Фельс на юго-востоке Германии[108].
- 26 июня
  - Швейцарский аэронавт Бертран Пикар представил публике прототип самолета Solar Impulse, работающего исключительно на солнечных батареях[109].
  - В Стокгольме около 150 человек атаковали иранское посольство[110].
- 27 июня
  - В Петербурге финишировала крупнейшая в мире кругосветная регата Volvo Ocean Race 2008—2009[111].
  - Президент Ливана Мишель Сулейман поручил формирование нового правительства новому премьер-министру Сааду Харири[112].
  - Более 18 тысяч тысяч демонстрантов под предводительством оппозиционной партии «Объединённый фронт за демократию против диктатуры» собрались в центре Бангкока на митинг в поддержку бывшего премьер-министра страны Таксина Чиннавата[113].
  - Два человека погибли, 118 получили ранения в результате массовой драки на юге Китая в городе Шаогуань провинции Гуандун[114].
  - Секретарь североатлантического альянса Яап де Хооп Схеффер сообщил, что по итогам неофициальной встречи Россия и НАТО договорились о возобновлении сотрудничества в сфере безопасности[115].
- 28 июня
  - Гран-при Московского международного кинофестиваля выиграл фильм Николая Досталя «Петя по дороге в Царствие Небесное»[116].
  - Победителем Кубка конфедераций стала сборная Бразилии обыгравшая со счётом 3:2 сборную США в финале турнира[117].
  - Незадолго до проведения референдума об изменении конституции в Гондурасе группа военных окружила дворец президента страны Мануэля Селайи, арестовала его и выслала из страны[118][119]. Временным главой государства назначен председатель однопалатного Национального конгресса Роберто Мичелетти[120].
  - Выборы:
    - В Албании начались парламентские выборы[121].
    - В Аргентине прошли досрочные парламентские выборы[122].
    - В Гвинее-Бисау начались президентские выборы, в связи с убийством в марте этого года предыдущего президента страны Жуана Бернарду Виейры[123].
- 29 июня
  - На парламентских выборах в Аргентине победу одержали силы оппозиции, правящая партия «Фронт за победу» потеряла контроль над обеими палатами парламента[124].
  - Окружной суд в Нью-Йорке приговорил к 150 годам тюремного заключения финансиста Бернарда Мэдоффа за создание крупнейшей в истории США финансовой пирамиды[125].
  - Военно-воздушные силы США объявили о проведении испытаний межконтинентальной баллистической ракеты «Minuteman 3» без ядерных боеголовок[126].
- 30 июня
  - Долина Эльбы в Дрездене была исключена из Списка всемирного наследия ЮНЕСКО[127].
  - В итальянском городе Виареджо сошёл с рельс товарный состав из 14 вагонов, что привело к взрыву цистерн со сжиженным газом, в результате взрыва погибло 18 человек, разрушено несколько зданий[128].
  - Президент Камеруна Поль Бийя снял с поста премьер-министра Эфраим Инони и назначил на его место Филемона Янга[129].
  - США завершают вывод своих войск из городов Ирака, передав контроль за безопасностью в них иракскому правительству[130].
  - Конституционный суд Германии постановил, что Лиссабонское соглашение, призванное реформировать Европейский союз, не противоречит законам Германии, однако приостановил его ратификацию[131].
  - Шведская компания Global Gaming Factory X AB объявила о приобретении популярного торрент-портала The Pirate Bay за сумму около 7,7 миллионов долларов[132].
  - Лайнер Airbus A310 авиакомпании «Yemenia» с 147 пассажирами и 11 членами экипажа на борту разбился у Коморских Островов[133].